# Hambers

Hambers este o comună în departamentul Mayenne, Franța. În 2009 avea o populație de 583 de locuitori.